# New Amsterdam (Indiana)
New Amsterdam – miasto w Stanach Zjednoczonych, w stanie Indiana, w hrabstwie Harrison. Prawdopodobnie najmniejsza miejscowość (zaledwie 12 mieszkańców w 2023 r.) całego stanu Indiana.